# Passiflora mixta
Passiflora mixta là một loài thực vật có hoa trong họ Lạc tiên. Loài này được L.f. mô tả khoa học đầu tiên năm 1782.